# スームィ
- スーミ[1]

スームィ（ウクライナ語: Су́ми [ˈsumɪ] ( 音声ファイル)）は、北東ウクライナに位置する都市で、スームィ州の州庁所在地である。

## 地理
スームィは、スームィ州の東南、プセール川とスームカ川が合流する地域で位置している。スームィの中心地はプセール川の高い右岸に置かれてある。

## 歴史
- 2世紀‐8世紀：東スラヴ人の時代。
- 8世紀‐13世紀：シヴェリャーヌィ族の領土、後にチェルニーヒウ公国の領土となる。
- 13世紀：モンゴル人の侵略によって荒野に変わる。
- 15世紀‐17世紀：モスクワ大公国の領土となるが、ほぼ無人地である。
- 1652年：ウクライナ・コサックの連隊長、ヘラースィム・コンドラチエウがチェルカースィ周辺から移民を引き連れてスームィ町を創建する。
- 1658年：スームィ要塞が築城される。
- 1658年‐1765年：ロシアに属するのスロボダ・ウクライナのスームィ連隊の中央都市として栄える。
- 1765年‐1780年：スロボダ・ウクライナ県の県庁所在地。
- 1835年‐1923年：ハリコフ県内のスームィ郡の中心。
- 1939年：ウクライナ社会主義共和国のスームィ州の州庁所在地となる。
- 1991年：ウクライナが独立する。市は、スームィ州の州庁所在地となる。
- 2022年：ロシアがウクライナに侵攻し、市内でスームィの戦いが行われる。

## 人口

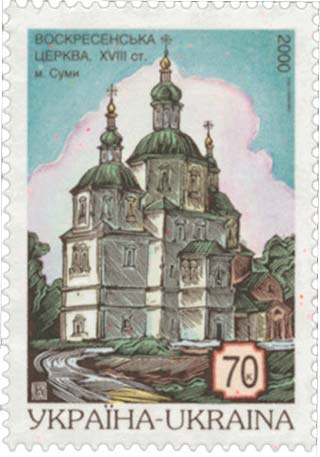
復活祭の教会

2021年国勢調査による人口推計は259,660人。
- 2001年の人口統計学データによると[4]：
  - ウクライナ人は約88％、その他は9.5％。
  - 母国語：ウクライナ語は約54％、ロシア語は46％以下
  - 男性は47％、女性は53％

## 観光
- 座の合同庁（17世紀）
- 復活祭の教会（17世紀末）
- 救世主大聖堂（18世紀）

## 姉妹都市
- ヴラツァ、ブルガリア
- ツェレ、ドイツ
- ルブリン、ポーランド
- ゴジュフ・ヴィエルコポルスキ、ポーランド
- ザモシチ、ポーランド
- クルスク、ロシア
- ベルゴロド、ロシア
- セヴェロドヴィンスク、ロシア

## 注
1. ↑  国末憲人 (2022年6月4日). “ロシアの脅威・欧米への反発‥試練続く国際秩序、結束の広がりが重要”. 朝日新聞デジタル.   朝日新聞. 2022年6月11日閲覧。
2. 1 2  “Суми - Сумська область”. decentralization.gov.ua. 2022年6月11日閲覧。
3. 1 2  “Чисельність наявного населення України на 1 січня” (PDF) (ウクライナ語).   Державна служба статистики України. p. 39 (2021年). 2022年6月11日閲覧。
4. ↑  （英語）　（ウクライナ語） 2001年のウクライナ国勢調査